# Girolamo di Giovanni
Girolamo di Giovanni (Camerino) est un peintre italien des Marches documenté de 1449 à 1473. Il est, avec Giovanni Boccatti, le grand représentant de l'école de Camerino, petite cité des Marches accédant presque au rang de métropole locale..

## Biographie
Girolamo di Giovanni  est inscrit à Padoue en 1450, et son style assimile et diffuse les innovations de la Renaissance.
Il influença Nicola di Maestro Antonio d'Ancona et Carlo Crivelli.

## Œuvres
- Saint Christophe devant le roi, Eremitani,  Padoue (détruit)
- Vierge à l'Enfant avec les saints Antoine de Padoue et Antoine abbé (1449), pinacothèque de Camerino.
- Vierge à l'Enfant avec quatre saints (1462), San Francesco, Camerino
- Madone de la miséricorde avec saint Martin et saint Venanzio (1463), pinacothèque,  Camerino.
- Polyptyque de San Pellegrino (1465), Gualdo Tadino.
- Annonciation et Pietà, pinacothèque,  Camerino.
- Madone, 8 Saints, Crucifixion, grand polyptyque, initialement à Gualdo Tadino, pinacothèque de Brera, Milan.
- Polyptyque (1473), église Santa Maria del Pozzo, Monte San Martino.
- Saint Jean-Baptiste avec un donateur, musée du Petit Palais (Avignon).

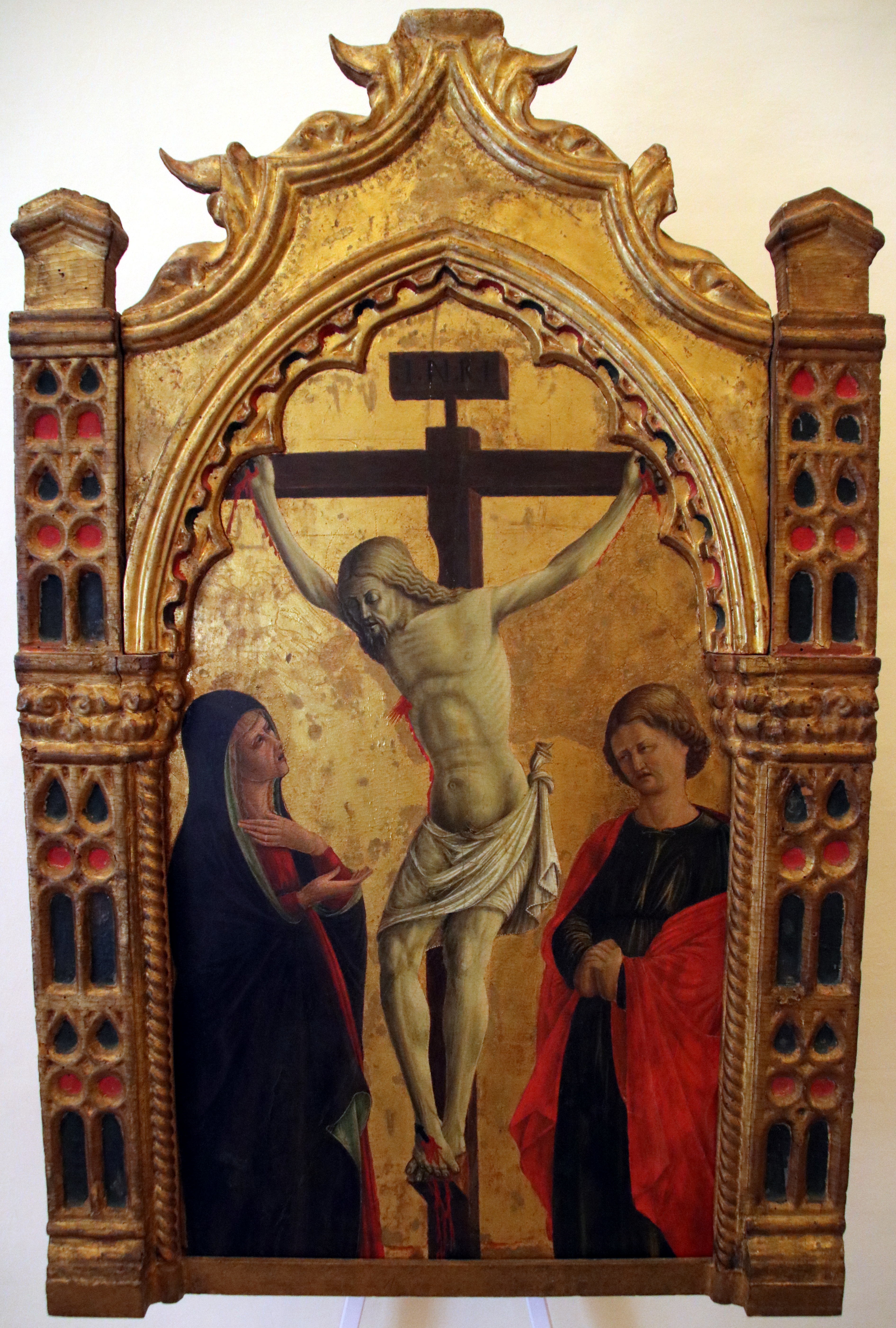
Christ crucifié entre la Vierge et saint Jean
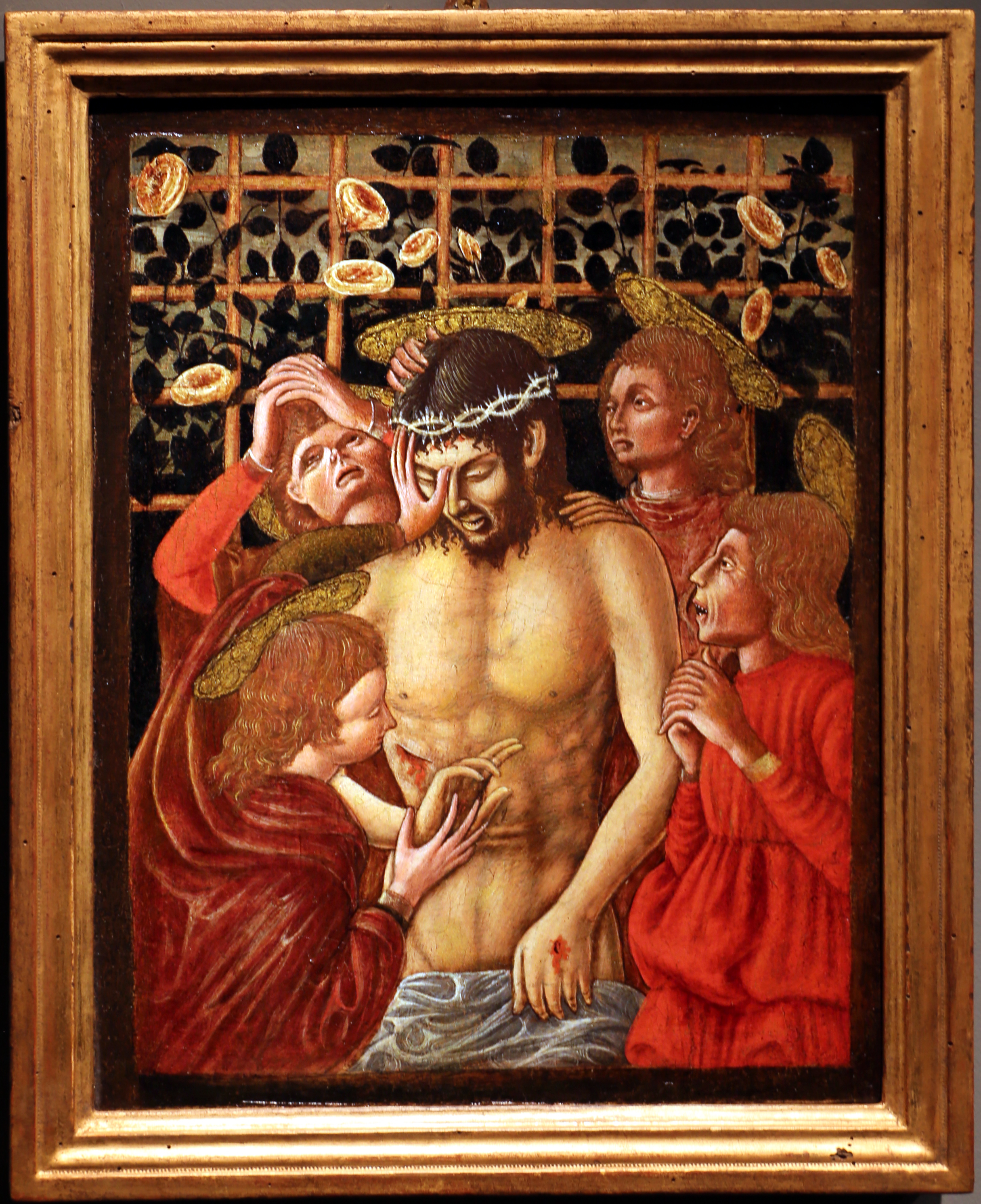
Imago Pietatis

### Analyse de l'Annonciationde 1465

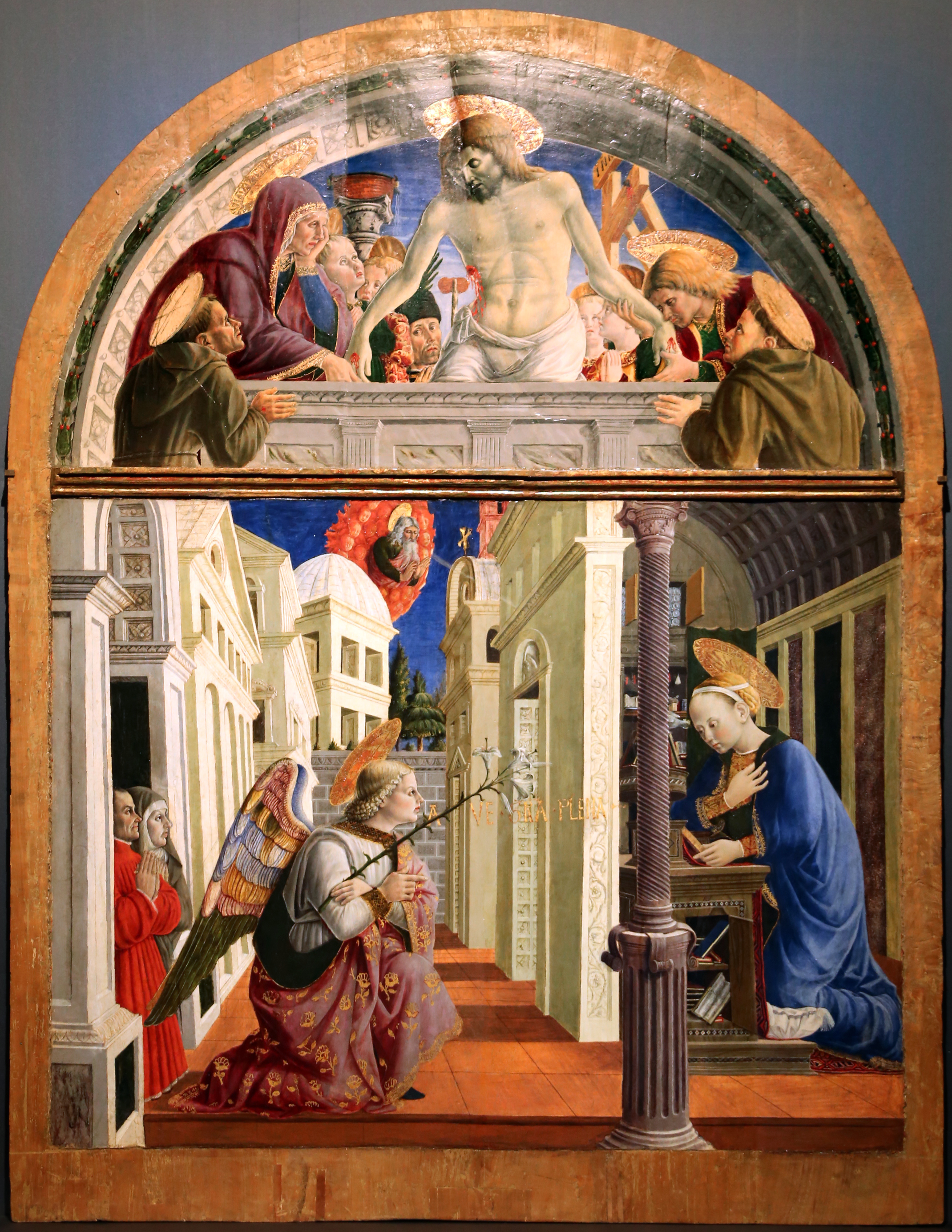
Girolamo di Giovanni, Annonciation, 1455 ca. (pinacothèque de Camerino).

D'après Daniel Arasse, cette Annonciation est un exemple de la compréhension « régionale » des grandes inventions contemporaines. L'image est presque un exercice de style moderne : perspective centrée (approximativement), style moderne et « urbinate » des architectures avec voûtes à caissons et pilastres à rinceaux, introduction hiérarchisée mais moderne du donateur agenouillé, chambre de la Vierge à la nature morte convaincante… Pourtant, au premier plan, la colonne symbolique s'affiche, différente par son style, divergent par son emplacement perspectif, discordante par sa couleur qui ne trouve son équilibre que dans la robe douloureuse de la Vierge dans la Pietà tragique de la cimaise. En plein cœur d'une démonstration moderniste, le peintre « local » ne peut renoncer aux objets figuratifs traditionnels : la présence mystérieuse et incommensurable de Dieu « doit » être rappelée dans l'Annonciation. La mentalité provinciale ne constitue pas seulement un retard par rapporta aux grands centres : elle est une réponse conservatrice aux propositions novatrices.